# الإيفيدرا سينيكا
الإيفيدرا سينيكا، (بالإنجليزية: Ephedra sinica)‏، المعروف أيضاً باسم الإيفيدرا الصينية، هو نوع نباتي من الإيفيدرا، فصيلة علندية.

## البيئة والانتشار

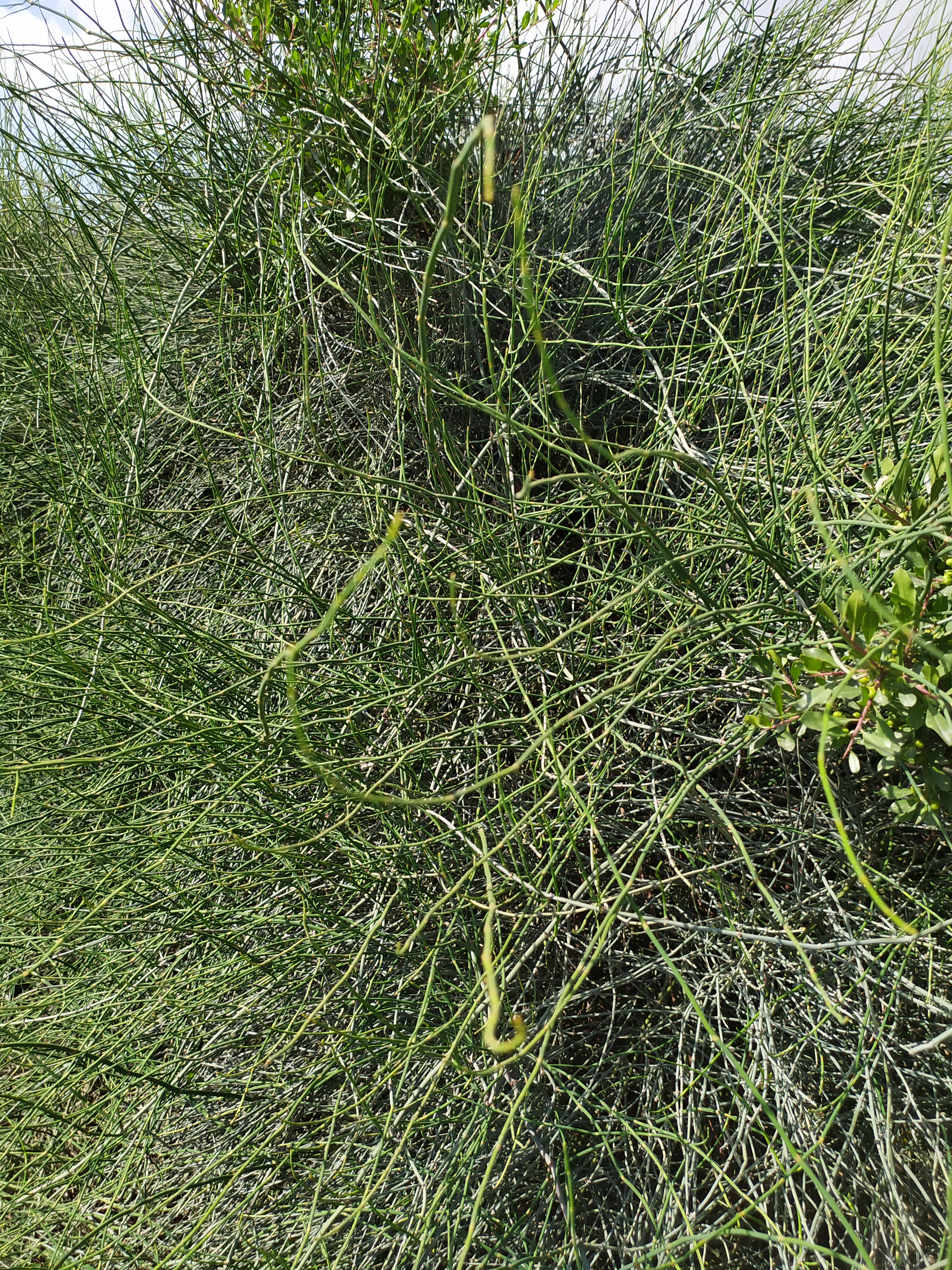
نبات العلندي الجبلي ، الضفة الغربية

موطنه الأصلي مناطق شمال وشرق الصين، ومنغوليا وروسيا، ومناطق أخرى من العالم.

## الاستخدام

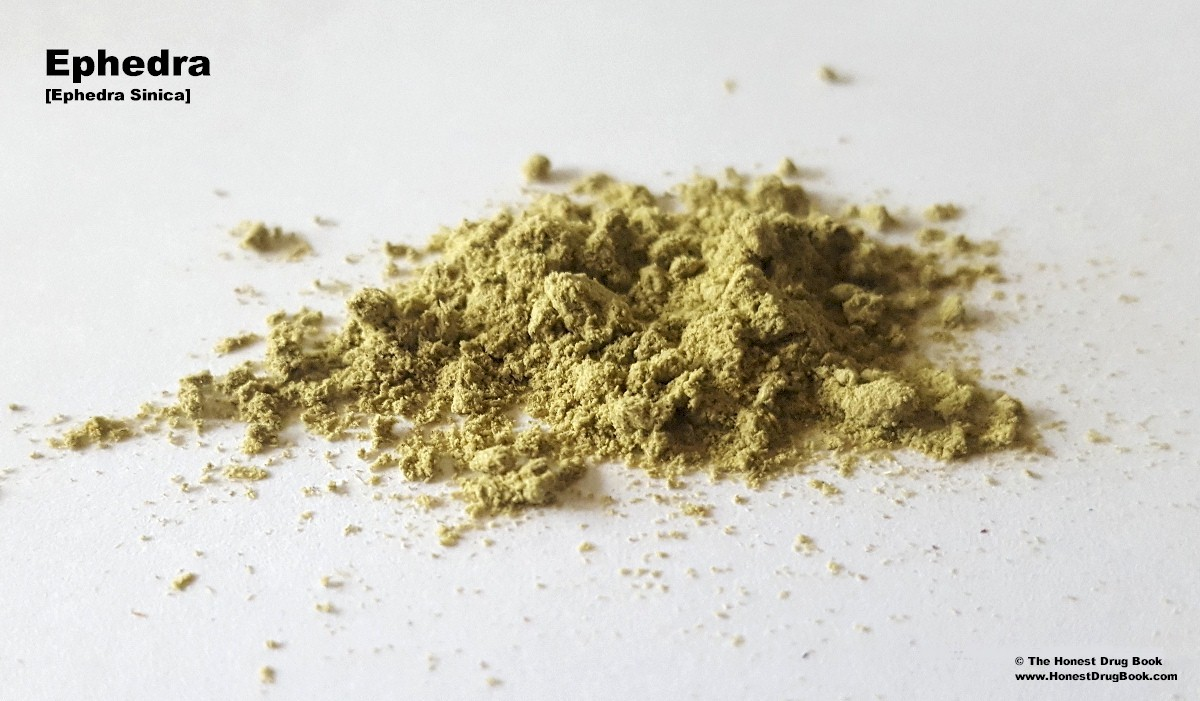
نبات الإيفيدرا سينيكا مطحون

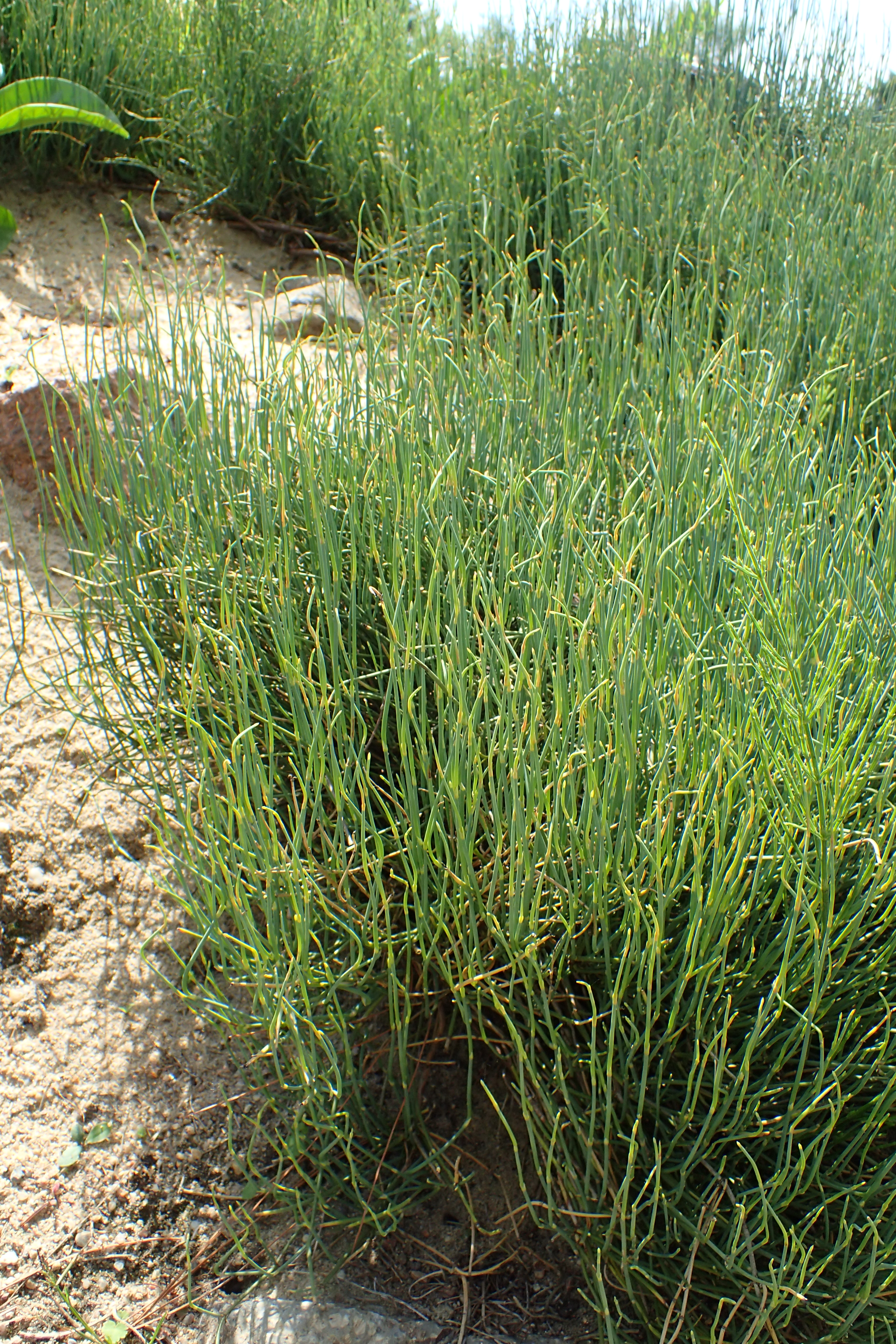
الإيفيدرا سينيكا

يستخدم في المجالات الطبية، ويعتبر هذا النبات المصدر الرئيسي للمستحضر الطبي الإيفيدرا، المعروف أيضًا باسمه الصيني ما هوانغ.